# Athyrium 'Ghost'
Athyrium 'Ghost' — сорт кочедыжника.
Популярное декоративное садовое растений.
Первое растение этого сорта было обнаружено два или три десятилетия назад[когда?]

 коллекционером папоротников Nancy Swell среди партии Athyrium niponicum var. pictum. Она отправила это растение John Mickel, куратору отдела папоротников Нью-Йоркского ботанического сада.
Предполагается, что Athyrium 'Ghost' получен в результате гибридизации Athyrium niponicum var. pictum и кочедыжника женского, но это может быть и случайная мутация Athyrium niponicum. То, что 'Ghost' является стерильным, может подтверждать гибридный статус этого сорта.

## Описание сорта
Стерилен.
Высота растений 60—76 см, ширина 45—60 см.
Вайи серебристо-зелёные, с возрастом приобретают серовато-зелёную окраску.

## Агротехника
Зоны морозостойкости: 4—8. Более засухоустойчив, чем некоторые другие представители рода Кочедыжник.
Местоположение: тень или пятнистая тень под разреженной кроной дерева. Серебристая окраска лучше проявляется в условиях полутени.
Почва: хорошо дренированная, влажная, богатая гумусом.